# Heaven & Earth
Albums de Yes
In the Present – Live from Lyon
(2011) Like It Is: Yes at the Bristol Hippodrome
(2014)
Heaven & Earth est le vingt-et-unième album studio de Yes, sorti le 1er juillet 2014. 
Il s'agit du premier album du groupe avec le chanteur américain Jon Davison. C'est aussi le dernier avec le bassiste Chris Squire, membre fondateur de Yes, décédé d'un cancer le 28 juin 2015. 

## Titres
| No | Titre                 | Auteur                                    | Durée |
| -- | --------------------- | ----------------------------------------- | ----- |
| 1. | Believe Again         | Jon Davison, Steve Howe                   | 8:02  |
| 2. | The Game              | Jon Davison, Gerard Johnson, Chris Squire | 6:51  |
| 3. | Step Beyond           | Jon Davison, Steve Howe                   | 5:34  |
| 4. | To Ascend             | Jon Davison, Alan White                   | 4:43  |
| 5. | In a World of Our Own | Jon Davison, Chris Squire                 | 5:20  |
| 6. | Light of the Ages     | Jon Davison                               | 7:41  |
| 7. | It Was All We Knew    | Steve Howe                                | 4:13  |
| 8. | Subway Walls          | Jon Davison, Geoff Downes                 | 9:03  |

## Personnel
Selon le livret inclut avec l'album
- Steve Howe : guitare acoustique et électrique, guitare pedal steel, guitare portugaise (vachalia) sur To Ascend, chœurs
- Chris Squire : basse, chœurs
- Alan White : batterie, percussions
- Geoff Downes : claviers, programmation de l'ordinateur
- Jon Davison : chant, chœurs, guitare acoustique sur Believe Again et Light of the Ages

## Musicien additionnel
- Gerard Johnson : claviers additionnels sur The Game

## Production
- Roy Thomas Baker : production
- Billy Sherwood : mixage[5], ingénieur du son pour les chœurs[6]
- Dave Dysart, Eric Corson : ingénieurs du son
- Daniel Meron : assistant ingénieur
- Maor Appelbaum : mastering
- Roger Dean : pochette, logo